# Claudio José Casas
Claudio Casas Gallego (Teruel, España, 26 de febrero de 1982) es un exciclista español.
Debutó como profesional el año 2006 con el equipo Comunidad Valenciana.

## Palmarés
No consiguió ninguna victoria como profesional.

## Equipos
- Comunidad Valenciana (2006)
- Andalucía-Cajasur (2007-2008)
- Contentpolis-AMPO (2009)

## Música
Exguitarrista del grupo de rock alternativo Darknoise, grupo que ha teloneado a la banda madrileña Sôber.[cita requerida]